# Autópálya

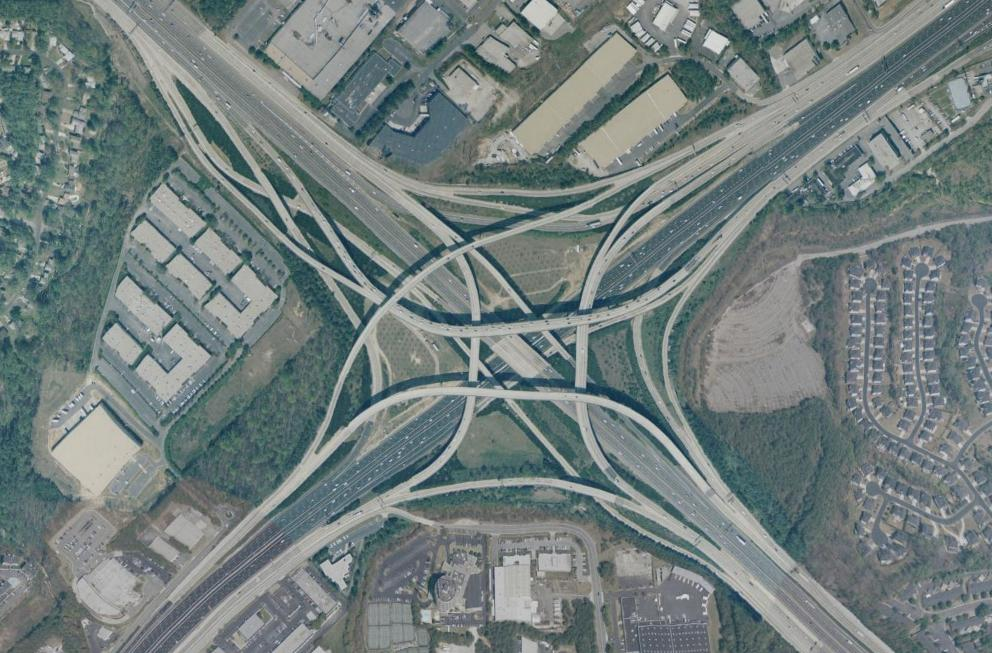
Spagetti csomópont Atlanta (Georgia) közelében, ahol nemcsak a két autópálya, hanem az azokkal párhuzamos mellékutak összeköttetései is megvannak

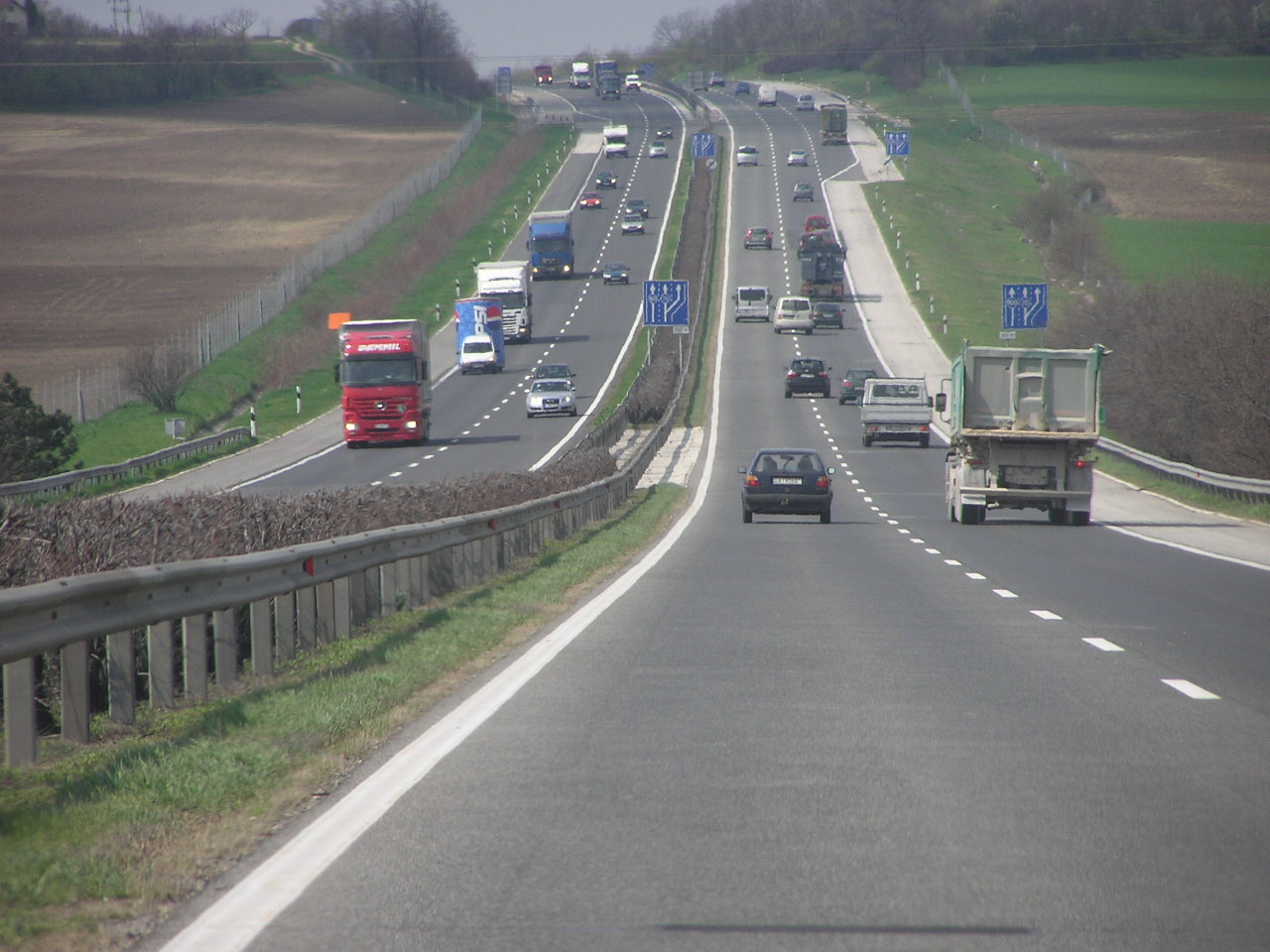
Az M1-es autópálya Magyarországon

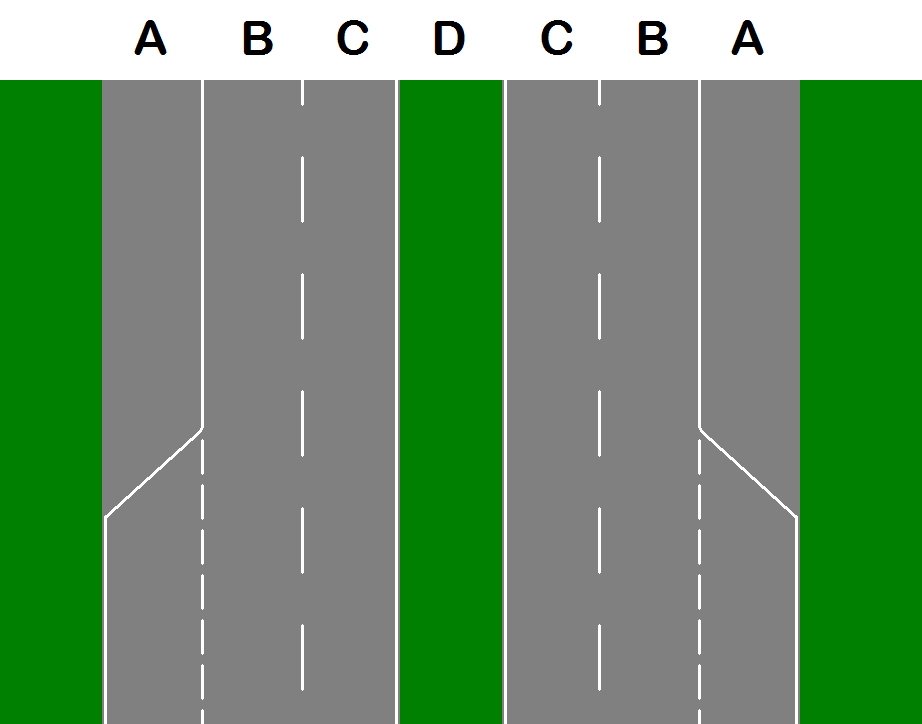
Az autópálya keresztmetszete:
A - leállósáv / gyorsító-, illetve lassítósáv
B - külső forgalmi sáv
C - belső forgalmi sáv
D - elválasztósáv

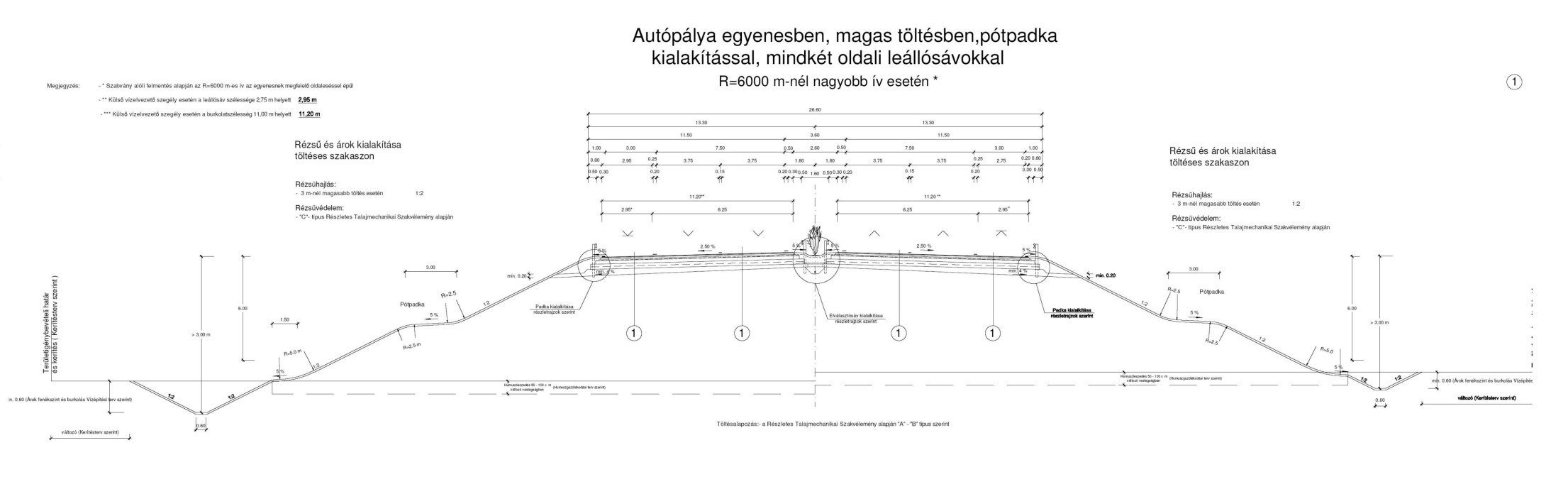
Magyarország autópályáinak keresztmetszeti méretei

A magyar KRESZ szerint az autópálya "jelzőtáblával autópályaként megjelölt osztottpályás út". (Osztottpályás út a KRESZ szerint az "olyan út, amelynek a két forgalmi irány céljára – egymástól járdaszigettel, növényzettel, zárt villamospályával vagy más hasonló módon elválasztott – két külön úttestje van".) Ez a legmagasabb besorolású közút, amely gyorsforgalmi útként alkalmas nagy mennyiségű gépjármű közlekedésének hatékony biztosítására.

## Tulajdonságok
A cél érdekében az autópályának forgalmi irányonként legalább kettő vagy több forgalmi sávja van. A forgalmi irányokat valamilyen stabil fizikai akadállyal (két szalagkorlát közöttük növényzettel vagy betonfal) választják el egymástól. Ezen belső szeparátoroktól kifele egyre lassabb haladásra rendelt sávok következnek, végül (a legszélén) a leállósávval. A leállósáv záróvonallal van elválasztva a mellette levőktől. A leállósávon csak vész vagy a jármű meghibásodása esetén szabad tartózkodni. Leállósáv csak a gyorsító- és lassító sávok (más néven: fel- és lehajtó) mellett nincs. Az autópályán tolatni tilos.
Az autópályák kereszteződése csak logikailag lehetséges, fizikailag nem. (Lásd a mellékelt képeket a spagetti csomópontot és a pályák emeletes elrendezését a kereszteződésmentes keresztezés kivitelezésére). Mivel a pálya kereszteződésmentes, ezért forgalom szabályozása csak a megjelenített kihelyezett táblákkal, felfestett jelzésekkel lehetséges.
Az autópályákon történik arányaiban a legkevesebb halálos közúti baleset.
Az alsóbbrendű utakon (pl: országút) sajnos gyakoribb a halálos kimenetelű baleset. Általában a rosszul megválasztott sebesség miatt (gyorshajtás) és a gépjármű nem megfelelő műszaki állapota miatt.

### Keresztmetszeti adatok egy forgalmi irányra vonatkoztatva
- Koronaszélesség: 26,60 m
- Forgalmi sávok száma: irányonként két sáv vagy több
- Forgalmi sávok szélessége: 2 × 3,75 m
- Leállósáv szélessége: 2 × 3,0 m
- Padka szélessége: 2 × 1,0 m
- Elválasztó sáv szélessége: 3,60 m
- A belső biztonsági sáv szélessége: 2 × 0,50 m
- A külső biztonsági sáv szélessége: 2 × 0,25 m
- A burkolat szélessége összesen: 2 × 11,0 m
- A gyorsítósáv szélessége: 3,75 m
- Padka szélessége gyorsítósáv mellett: 2,00 m
- Korona szélessége gyorsítósávval: 30,10 m

Minden kereszteződése külön szintű (vasút, közút, villamospálya stb.), a forgalmi csomópontokban és a pihenőhelyeknél a gépjárművek fel- és lehajtására gyorsító- és lassítósáv szolgál. Az autópályáról történő kihajtásnál a leállósávból kialakított lassítósávba történt kisorolás után fokozatos sebességcsökkentés mellett kell a másik, gyakran alsóbbrendű útra áthajtani, vagy pihenőhelyre, parkolóba, benzinkútra beállni. Az autópályára történő felhajtásnál a másik útról vagy pihenőből a szintén a leállósávból kialakított gyorsítósávon kell az autópálya minimumsebességére – ez Magyarországon 60 km/órára – felgyorsítani, és a gyorsítósávból az autópálya forgalmának elsőbbségmegadása mellett a külső forgalmi sávba besorolni. A csomópontok egymástól minimum 2 km távolságban létesíthetők, ahol a távolságot a gyorsítósávok végétől a lassítósávok elejéig kell mérni. Ennél rövidebb csomóponttávolság esetében gyűjtő-elosztó pályát kell létesíteni, mint a debreceni M35-nél.
Tömegközlekedési járművek megállóhelyei az autópályán nem helyezhetők el (autóbusz, trolibusz stb.). Ugyanígy kizárt minden más műtárgy, amely szintbeli át- vagy becsatlakozást tehet lehetővé (zebra, közlekedési lámpa, bicikliút stb.), leszámítva a gyorsító- és lassítósávokat. A minél zavartalanabb gyors haladásért minden ilyen forgalomtechnikailag figyelmet igénylő és balesetveszélyes tényező száműzve van az autópályáról. Az út menti ingatlanokhoz közvetlen csatlakozása nincs, a környező területektől kerítés vagy más fizikai akadály választja el.
Várakozni is csak az erre a célra létesített pihenőhelyeken szabad. A pihenőhelyeknek két típusa van: az egyszerű, WC-t, ivóvizet és parkolót tartalmazó, illetve a komplex pihenőhely, aminél üzemanyagtöltő-állomás, étterem, esetenként szálloda is található.
Kizárólag olyan gépjárművek, illetve gépjárműből és pótkocsiból álló járműszerelvények közlekedhetnek rajta, amelyek sík úton legalább 60 km/h sebességgel képesek haladni. (Különleges, lassú járművek külön engedéllyel közlekedhetnek rajta, sokszor csak rendőri vagy egyéb kísérettel.) Magyarországon 130 km/h és az Európai Unió legtöbb országában a megengedett legnagyobb sebesség 120–130 km/h. Németországban alapvetően nincs korlátozás, vagyis a vezető szándékán vagy a jármű végsebességén múlik a megválasztott tempó, azonban sok szakasz (a hálózat közel 35-40 százaléka az autópálya melletti táblákkal vagy az autópálya fölött elhelyezett kijelzőkön) 120 km/h-ra korlátozott.

## Közlekedés
Az autópályán alapesetben két, néha három forgalmi sáv áll a közlekedők rendelkezésére. A külső sáv a hagyományos forgalmi sáv, ahol a normál tempóban haladó járművek közlekedhetnek, illetve a jellegükben némileg lassúbbak, mint teherautók (kamionok), autóbuszok, vagy régebbi, esetleg csomagot szállító és/vagy utánfutós járművek, járműszerelvények, míg a belső sáv a gyorsítósáv, itt a nagy sebességgel haladó járművek haladhatnak, illetve azok, aki le akarják előzni a külső sávban haladó lassabb járműveket. Ha valaki a belső sávban haladva észleli, hogy mögötte egy másik autó közelebb kerül hozzá, mert az gyorsabb, el kell engedni a legközelebbi lehetőségnél a szélső sávba való húzódással kisorolással. Ugyanígy csak akkor válthatunk sávot a külsőből a belsőbe, ha azt biztonsággal lehet megtenni, már minden közel levő jármű elment – belső sávban haladó jármű elé kihajtani tilos és balesetveszélyes! Három sáv esetén is kívülről befelé növekszik a sávokban haladó járművek sebessége, ahol ugyanígy kell a sávváltásokat is végrehajtani.
Ugyancsak szigorúan tilos a leállósávban közlekedni, kivételt ez alól a rendőri és mentőszervek járművei, valamint az autópálya-kezelő karbantartójárművei képeznek. A leállósávban csak műszaki hiba esetén szabad megállni, és a megállás után az autót fokozott figyelem mellett elhagyva az útpadkán vagy a szalagkorláton kívül várakozni. A balesetek elkerülésére az autópályákon több helyen buszmegállóhoz hasonló szervizöblöt is kialakítanak, ahol nagyobb biztonságban lehet várakozni a műszaki hibás gépjárművel. A műszaki hibás járműhöz az autópálya mentén elhelyezett segélykérő telefonokon lehet segítséget hívni, bár a mobilkommunikációs eszközök elterjedésével ezeknek csökkent a jelentősége.
Feltorlódó járművek esetén mindenki, aki utolsónak érkezik a sorba, az elakadásjelzővel jeleznie kell a mögötte jövőnek, hogy nem tud tovább haladni, ezért lassítania kell, úgyhogy a jármű irányjelzőit egyidejűleg működtetni rendeltetik a lassítás befejezéséig vagy egészen a megállásig. A beérkezőnek aztán ugyanúgy tovább kell jeleznie, megelőzendő a baleseteket. Amennyiben az utolsóra érkező jármű észlelte, és átvette annak feladatát, előbbi kikapcsolhatja a vészvillogót. Szinte minden esetben elég ha működik a féklámpa fékezéskor.

## Balesetek
Az autópályák jellemző balesete az úgynevezett „ráfutásos ütközés”, mivel szembejövő, vagy keresztirányú forgalom nincs. A ráfutásos ütközés lényege, hogy két, egy irányban haladó jármű beéri egymást, és valamilyen tényező (álmosság, köd, figyelmetlenség stb.) miatt a vezető ezt későn észlelve ütközik az előtte haladóval. Ilyen balesetekben gyakran több jármű is érintett lehet. Ezért fontos a figyelem mellett a követési távolságok betartása, és az adott út és időjárási viszonyokhoz megfelelő sebesség megválasztása. Súlyosabb balesetek esetén előfordulhat, hogy az egyik jármű az ütközés hatására áttöri az elválasztósávot, vagy átröpül felette, és a másik oldalon ütközik szembejövő járművekkel, ilyen módon ritkábban, de előfordulhat frontális ütközés is. Alkalmanként vadelütés is előfordul, mivel lakott területen kívül halad és a vad a csomópontoknál feljuthat.
A súlyos balesetek rendszerint útlezárással, de mindenképpen forgalmi korlátozásokkal is járnak, mivel a kiérkező mentő- és rendfenntartószerveknek (mentők, rendőrség, tűzoltóság) a sérültek ellátása és elszállítása után a sérült járművek elszállítását, vagy legalábbis odébb vontatását is meg kell oldaniuk, hogy mihamarabb, legalább részben megnyithassák az utat a feltorlódó forgalom előtt. Ehhez speciális mentőjárművekre van szükség, amiknek a baleset helyszínére is kell érniük, és ott is elővigyázva kell a járműmentést végrehajtaniuk. A mentést nehezítheti a balesetes járművekből az útra kifolyó üzemanyag és egyéb anyagok feltakarítása, ami további időt vesz igénybe. Ezt még tovább nehezítheti és hosszabbíthatja, ha megrakott tehergépjármű is részese volt a balesetnek, mert az abból esetenként az útra és környékére kiszóródó rakomány összeszedése, feltakarítása, és elszállítása is időt vesz igénybe, főleg ha nagyméretű darabáru, élőállat, vagy veszélyes, egészségre és környezetre ártalmas anyag volt a szállítmány. Ezért a baleset miatti várakozás az autópályán több órára is nyúlhat, súlyos baleset esetén akár egy napig is eltarthat, míg teljesen helyreáll a forgalom.
Baleseteknél a rendőrség rendszerint letereli a legközelebbi kihajtónál a forgalmat az autópályáról, ennek ellenére a forgalmi dugó továbbra is fenn szokott állni, mivel a környező utak nem feltétlenül képesek az autópálya forgalmát elvezetni, ezért a terelőút is bedugulhat a hirtelen érkező, nem ráméretezett forgalomtól.

## Története

### Európai autópályák

#### Albánia
Albániában jelenleg A1-től számozva A3-ig találhatók autópályák (Autostradale), továbbá több főút, amelyek az SH (Shtetërore) betűs jelzést kapták.
A szocializmusban teljesen elhanyagolták az úthálózatot az országban, így nem meglepő, hogy ebben az időszakban egy kilométer autópálya sem épült. Azóta elkészült a VIII-as folyosóhoz tartozó Durrës–Tirana közötti 23 km-es szakasz, és több vonalon is szélesítették, illetve 2×2 sávossá alakították az utakat. A fentiekből is kiderült, hogy a balkáni országoknak az infrastruktúra terén még nagyon sok tennivalójuk van. Súlyos nehézség a forráshiány, amelynek következtében nemcsak a fejlesztésekre jut kevés pénz, de a napi működtetés és a karbantartás sem mindenhol megoldott. Nagy szerepe lesz ezért az Európai Uniónak, amely nem csak autópálya-építésekben nyújthat segítséget e régió országainak.

#### Ausztria
Ausztriában jelenleg A1-től számozva A26-ig találhatók autópályák (Autobahn), illetve S1-től S37-ig számozva gyorsforgalmi utak (Schnellstraße).
Az osztrák autópálya-építés az Anschluss-szal, a Harmadik Birodalom idején kezdődött 1938-ban. Még ebben az évben elkészült az A1-es autópálya első, salzburgi szakasza. Az autópálya-hálózat a második világháború befejezéséig 16,8 km hosszúságot ért el, majd a vereséget követően Ausztria 1955-ben visszanyert önállósága után folytatódott a kiépítés.
Az osztrák autópálya-hálózat hossza 1703, a gyorsforgalmi út-hálózaté 477 km, amelyből 288 km autópálya kiépítettségű. Továbbá kb. 68 km autópálya és 241 km gyorsforgalmi út van építés vagy tervezés alatt. A 137 alagútból 112 kétoldali kiépítettségű. A közlekedésbiztonság hatékony emelése érdekében további 10 alagútban napjainkban folyik a 2. alagút kiépítése. 2010-ig 842 millió eurót fektettek a biztonság javítására és a második alagutak kiépítésére.

#### Csehország
Csehországban jelenleg 7 autópálya található, a D1, D2, D3, D5, D8, D11 és D47 autópálya, valamint több autóút, amelyek az R betűs jelzést kapták. 878 km autópálya és gyorsforgalmi út üzemel, melyből 500 km az autópálya. A közutak minősége jó, városokban és a főutakon nem jellemzőek a kátyúk. A cseh autópályák is matricás rendszerben működnek: matricát lehet váltani benzinkutaknál, határátkelőknél és postákon is. A határátkelőknél általában mindenféle fizetőeszközt elfogadnak. A közlekedési szabályok és a sebességhatárok többnyire megegyeznek a magyarországival.

#### Magyarország
Az első hazai tervezet automobil-pályák kialakítására 1941-ben készült, némely tekintetben körültekintőbb volt a mainál. Bár ez a tervezet sem szüntette volna meg a Budapestről kiinduló sugaras szerkezetet, viszont hangsúlyozottan olyan helyeken vezette volna az autópályát, ahol nincsen főút. Például keletre a 3-as és 4-es utak között légvonalban Debrecen felé, délnek az 5-ös főút és a Duna között egyenesen Újvidék és Belgrád felé, Zágrábnak a 7-es főúttól délebbre, ezzel a Balatont is távolabbról kerülve el, Tab és Marcali térségében, és Bécs felé is kiegyenesítve az 1-es utat Tata déli elkerülése felé. A tervezet az akkori kétszeres országterületen 2 000 km automobil-pálya kiépítésével számolt, lényegében a mai külső gyűrűvel is. Mindezek közül egyedül az 1-es főút áthelyeződése valósult meg: majd a kiépülő autópálya itt is az áthelyezett főút nyomvonalát követte.
Jelenleg nagyjából 1300 km autópálya áll az autósok rendelkezésére, a legjelentősebbek az M1-es, az M3-as, az M5-ös, az M6-os, az M7-es, valamint az autópálya paraméterekkel kiépült M0-s körgyűrű Budapest körül.

#### Németország
A világon az első autópályához hasonló szakasz az AVUS volt Berlinben. Magántőkéből épült 1921-ben és díjköteles volt. Ennek megfelelőn az AVUS futam- és tesztszakaszként szolgált, nyilvános használat nélkül. Az első nyilvános autópályát Konrad Adenauer, akkori kölni főpolgármester adta át Németországban – egykoron hivatalosan, mint „gépkocsi út” (németül „kraftwagenstraße“) – Köln és Bonn között, a mai A555-ös autópályaként, 3 évig tartó építést követően 1932. augusztus 6-án. A pálya elsőbbséget adott a közlekedőknek és mindkét irányban 2 sávos volt, mely a mai autópálya léptékének alapját adja. Kialakításában a nevezett út adta az autópályák karakterét. A szakasz csak 1958-ban, annak meghosszabbításával kapta meg hivatalosan az autópálya minősítést. Az első igazán nagy és jelentős autópálya építésének terve a HaFraBa (németül „Hansestädte-Frankfurt-Bázel  magyarul: Hanza városok -Frankfurt-Bázel) volt, melynek északi szakasza a mai A7 autópálya, délen az A5 autópálya. Az eredeti terveknek megfelelően épült 1933-tól a Frankfurt-Darmstadt szakasz. Az utolsó, még 1936-ban épült, 25 m-es betonpálya-lemezese, ma már csak 5 km hosszan fennmaradt autópálya szakasz az A11-es autópályán található. Az A11-es autópálya 2015-ös átépítésével az utolsó eredeti pályaszakasz is eltűnik Németországban.
Németországnak van a legsűrűbb autópálya hálózata a világon és harmadik leghosszabb hálózata kb. 12 550 km-rel az USA (75 376 km), Kína (45 400 km) után.

### Amerikai autópályák
Az USA-ban van a világ leghosszabb autóút-hálózata több mint 77 ezer kilométerrel, ennek jelentős része autópálya, sok helyen bonyolult, többszintes csomóponttal. Az észak-amerikai kontinens nagy részét kitevő országban van olyan autópálya is, amely a kontinensen át az Atlanti-óceántól a Csendes-óceánig tart, és olyan is, ami észak-dél viszonylatban a kanadai határtól Mexikóig ér. Az amerikai autópályák bizonyos szakaszain a két útpálya jelentős távolságra húzódik egymástól, ahol az elválasztósávban akár egy európai autópálya, de egy autóút mindenképp elférne.

## Sebességkorlátozások
| - Ausztria – 130km/h - Azerbajdzsán – 110km/h - Belgium – 120km/h - Bulgária – 120km/h - Ciprus – 100km/h - Csehország – 130km/h - Dánia – 130km/h - Egyesült Királyság – 112 km/h - Észtország – 110km/h - Fehéroroszország – 120km/h - Feröer – 130km/h - Finnország – nyáron 120km/h; télen 100km/h - Franciaország – 130km/h - Görögország – 120km/h - Hollandia – 100km/h (06:00-19:00 között) - Horvátország – 130km/h - Írország – 120km/h - Izland – 90km/h - Lengyelország – 140km/h - Kazahsztán – 90km/h - Koszovó – 120km/h | - Lettország – 100km/h - Litvánia – nyáron 130km/h; télen 110km/h - Luxemburg – 130km/h; esőben 110 km/h - Észak-Macedónia – 120km/h - Magyarország – 130km/h - Moldova – 110km/h - Montenegró – 120km/h - Németország – nincs - Norvégia – 90km/h - Portugália – 120km/h - Románia – 130km/h - Olaszország – 130km/h - Oroszország – 110km/h - Szerbia – 130km/h - Szlovákia – 130km/h - Szlovénia – 130km/h - Spanyolország – 120km/h - Svédország – 110km/h - Svájc – 120km/h - Törökország – 130km/h - Ukrajna – 130km/h |

## Jelzések
Európában a KRESZ-táblák általában különböző módon jelzik az autópályákat. A legelterjedtebb színezési mód a kék és a zöld.
Az alábbi országok autópályái      kék jelölést használnak.
- Arab Emírségek (Abu Dhabi Emirátus)
- Ausztria
- Argentína
- Belgium
- Chile
- Dél-afrikai Köztársaság
- Egyesült Királyság (Anglia, Wales, Skócia és Észak-Írország)
- Fehéroroszország
- Franciaország
- Hollandia
- Irán
- Írország
- Izrael
- Lengyelország
- Luxemburg
- Magyarország
- Marokkó
- Németország
- Norvégia
- Portugália
- Spanyolország
- Szlovákia
- Thaiföld (Motorway)
- Tunézia

Ausztriában
Argentínában
Belgiumban
Chilében
Dél-Afrikában
Az Egyesült Királyságban
Franciaországban
Hollandiában
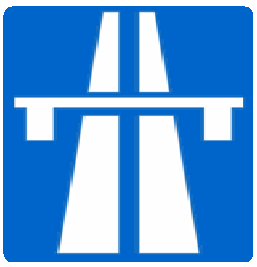
Iránban
Izraelben
Írországban
Lengyelországban
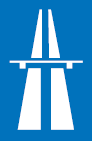
Luxembourgban
Magyarországon
Németországban
Norvégiában
Portugáliában
Spanyolországban

Az alábbi országok autópályái      zöld jelölést használnak.
- Amerikai Egyesült Államok
- Albánia
- Arab Emírségek (Dubai Emirátus)
- Ausztrália
- Azerbajdzsán
- Bosznia-Hercegovina
- Brazília
- Bulgária
- Csehország
- Dánia
- Finnország
- Görögország
- Horvátország
- Kanada
- Kína
- Litvánia
- Macedónia
- Malajzia
- Mexikó
- Olaszország
- Pakisztán
- Peru
- Románia
- Oroszország
- Szerbia
- Svájc
- Svédország
- Szlovénia
- Tajvan
- Thaiföld (Expressway)
- Törökország

Albániában
Bosznia-Hercegovinában
Bulgáriában
Csehországban
Dániában
Finnországban
Görögországban
Horvátországban
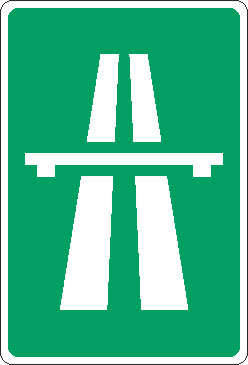
Macedóniában
Olaszországban
Pakisztánban
Romániában
Oroszországban
Szerbiában
Svájcban
Szlovákiában
Szlovéniában

## Fordítás
- Ez a szócikk részben vagy egészben a Autobahn (Deutschland) című német Wikipédia-szócikk fordításán alapul.  Az eredeti cikk szerkesztőit annak laptörténete sorolja fel. Ez a jelzés csupán a megfogalmazás eredetét és a szerzői jogokat jelzi, nem szolgál a cikkben szereplő információk forrásmegjelöléseként.Ez a szócikk részben vagy egészben a Autobahn című német Wikipédia-szócikk fordításán alapul.  Az eredeti cikk szerkesztőit annak laptörténete sorolja fel. Ez a jelzés csupán a megfogalmazás eredetét és a szerzői jogokat jelzi, nem szolgál a cikkben szereplő információk forrásmegjelöléseként.